# Eleuterio Delgado
Eleuterio Delgado y Martín (Sangarcía, 18 de abril de 1852-Madrid, 13 de abril de 1908) fue un abogado y político español, ministro de Hacienda durante el reinado de Alfonso XIII. 

## Biografía
Nacido el 18 de abril de 1852 en Sangarcía, provincia de Segovia, tras estudiar Derecho en Madrid obtuvo plaza de Abogado del Estado ejerciendo como tal en León, Bilbao y Ávila.
Elegido diputado a Cortes por el distrito de Vivero en 1901, repitió escaño por Vivero en las elecciones de 1903; elegido por Riaza en 1905, sería elegido por tercera vez por Vivero en las elecciones de 1907.
Ejerció de ministro de Hacienda entre el 30 de noviembre y el 4 de diciembre de 1906 en un gabinete presidido por Segismundo Moret.
Falleció el 13 de abril de 1908 en Madrid.